# Alfred Benzon
 For alternative betydninger, se Alfred Benzon (flertydig). (Se også artikler, som begynder med Alfred Benzon)
Alfred Nicolai Benzon (4. december 1823 i Stubbekøbing – 19. december 1884 i København) var en dansk apoteker og erhvervsmand, hvis virksomhed af samme navn i dag indgår i Nomeco. Han var fader til Alfred Benzon og Otto Benzon.
Alfred Benzon fødtes i Stubbekøbing, hvor faderen, agent Lorenz Jacob Benzon, drev en stor købmandsforretning; moderens navn var Kirstine f. Hansen. 1838 blev han lærling hos hofapoteker G. Becker i København, og 1845 tog han farmaceutisk kandidateksamen. Nu gjorde han sig i nogle år bekendt med større drogeriforretninger i udlandet, ligesom han en tid studerede i Bonn, og 1. januar 1849 overtog han som ejer Svaneapoteket på Østergade i København. En almindelig apotekervirksomhed tilfredsstillede ham imidlertid ikke, og han oprettede derfor ved siden af den en medicinalhandel en gros, der yderligere udvidedes, da han i 1863 købte en ejendom ved Kalvebod Strand og her indrettede en kemisk fabrik og damppulveriserings-anstalt.
Han deltog i Verdensudstillingen i London 1862 med et højst særpræget apoteksskab. Ingen midler var sparet for at skabe et flot skab, som er aftegnet og beskrevet i Illustreret Tidende:
| Citat | Skabet er udført i amerikansk Nøddetræ, hvis naturlige Farve godt gjengiver de i hinanden slyngede Vinranker. Ved Siderne, samt bag Fod- og Overstykket, findes blankpoleret, lysere og guulladent Træ. Emblemet samt Inskriften ere anbragte med Gulv, Sølv og Farver paa røde og blaae lakerede Blikplader; det mørkegrønne Klædepapir indvendig fremhæver godt de lyse Udstillingsgenstande..... | Citat |
|       | |       |

Hans mål, der også væsentlig blev nået, var at kunne forsyne landets apotekere med droger. 1865 oprettede han endnu Østergades Materialhandel og i 1873 et homøopatisk apotek, alt i det gamle Svaneapotek, som han endelig i 1877 helt ombyggede, da den smalle Peder Madsens Gang, hvortil indgangen var gennem en port i apoteket, ved Kjøbenhavns Byggeselskabs bestræbelser bragtes til at forsvinde. Samme år oprettede han Ny Østergades tekniske Materialhandel, og i 1883 anlagde han efter regeringens opfordring et apotek på Færøerne (Thorshavn). I forbindelse med denne hans store farmaceutiske virksomhed skal det nævnes, at han i 1862 var ivrig for gennemførelsen af A.W. Andersens, oprindelig i 1857 fremkomne, projekt til Kalvebod Strands uddybning som nyttigt for den københavnske industri, at han med liv deltog i diskussionen om den bedste ordning af vore toldforhold set fra industriens standpunkt (1862, 1873), og at han fra 1859-75 var et virksomt medlem af Industriforeningens bestyrelse. Det hører endnu til hans industrielle virksomhed, at han fra 1873 til sin død var den ledende ånd i aktieselskabet Kastrup Glasværk, samt at han ved Verdensudstillingen i Wien 1873 fungerede som dansk jurymedlem (hvad han også gjorde 1881 i Malmø og ved flere indenlandske landboindustrielle udstillinger). I den officielle beretning om wienerudstillingen gav han en omfattende meddelelse om den grønlandske kryolit og den på den grundede industri. Benzon var nemlig ikke alene en virksom forretningsmand, men en kundskabsrig naturkyndig. Han dyrkede navnlig botanik og ornitologi, hvorom flere afhandlinger af ham i udenlandske tidsskrifter vidne; han var korresponderende medlem af flere udenlandske selskaber, bl.a. Norddeutscher Apothekerverein. I de nævnte fag besad han store, af ham selv tilvejebragte samlinger, hvortil endnu sluttede sig betydelige samlinger af mollusker og konkylier, ikke at tale om to energisk gennemføre samlinger af oldsager og mønter. Et praktisk udslag af hans kærlighed til naturen er endelig hans virksomme deltagelse i oprettelsen af det aktieselskab, som i 1872 overtog og udvidede den Zoologiske Have ved København, som han stadig omfattede med levende interesse. Han var i det hele en energisk, livlig og vittig mand, der var godt skikket til at bryde nye baner. 19. december 1884 afgik han ved døden, og efter hans bestemmelse fik de offentlige museer lov til at udtage de sjældenheder af hans samlinger, som de måtte ønske; hans farmakognostiske samling overgik hel til Botanisk Museum. Størstedelen af den farmakognostiske samling blev i 1892 overdraget til den nyoprettede Farmaceutisk Læreanstalt, og findes i dag udstillet på NaturMedicinsk Museum.
17. juli 1849 havde han ægtet Anna Dorthea Vlhelmine Østergård (f. i Aalborg), hvem der i marts 1885 blev tillagt rang lige med etatsrådinder; Benzons forestående udnævnelse til etatsråd blev nemlig hindret ved hans død.
Alfred Benzons Fonden blev stiftet i 1952 af Bøje Benzon. Alfred Benzon A/S blev etableret i 1863 af Bøje Benzon bedstefar, Alfred Nicolai Benzon.

## Natusan
Alfred Benzon er opfinderen af salven Natusan.